# Portret Jacopa Foscariniego
Portret Jacopa Foscariniego – obraz włoskiego malarza Giovanniego Battisty Moroniego, sygnowany z prawej strony u dołu: Jo. Bap. Moronus. P. MDLXXV. U góry późniejszy napis Jacobus Conterno Podestas Padue..Aetatis G.B.
Według inskrypcji portret ma przedstawiać burmistrza miasta Padwy Jacopa Contariniego. Informację tę poddano weryfikacji i stwierdzono, iż w Padwie nigdy nie było urzędnika o takim nazwisku. W okresie powstawania dzieła od 15 sierpnia 1574 do 1 stycznia 1576 roku funkcje burmistrza sprawował Jacopo Foscarini i to on prawdopodobnie jest zleceniodawcą portretu.
Portret przedstawia mężczyznę w średnim wieku, o spokojnym, szczerym i poważnym wyrazie twarzy. Lewą ręką opiera się o kamienną ławę, na której leży rękopis. Tłem jest szara, ceglana ściana. Czerwony surdut i harmonia szarości balansuje mroczny nastrój obrazu.

## Historia obrazu
Do 1879 roku dzieło znajdowało się w różnych kolekcjach wiedeńskich. W 1906 roku zostało podarowane przez hrabię Zichy miastu Budapeszt. W 1953 roku znalazło się w zbiorach Muzeum Sztuk Pięknych w Budapeszcie.